# Interande
Interande (v anglické verzi Date Me If You Can) je český krátkometrážní interaktivní film z roku 2012, který umožňuje divákům ovlivňovat průběh děje prostřednictvím výběru různých možností během sledování. Tento projekt byl vytvořen nezávislým týmem filmařů vedeným režisérem Víťou Procházkou a scenáristou Pavlem Gotthardem společně s nezávislým vývojářským studiem Trickster Arts. Hlavní role ztvárnili Barbora Mudrová a Pavel Hýža. Interande kombinuje filmovou tvorbu s herními prvky, čímž nabízí divákům pohlcující a interaktivní zážitek. Projekt byl inspirován českým interaktivním filmem Kinoautomat z roku 1967 a byl uveden u příležitosti 45. výročí jeho premiéry.
Interande je dostupné zdarma online a lze jej přehrát přímo v prohlížeči. Dne 31. prosince 2022 byl provoz původní verze přerušen kvůli ukončení podpory přehrávače Adobe Flash ve webových prohlížečích. Znovu bylo uvedeno do provozu v dubnu 2023 poté, co autor původního kódu Radim Brnka aplikaci přepsal do JavaScriptu. Tato nová verze obsahuje několik inovací a zpřístupňuje také anglicky dabovanou verzi.

## Děj
Film sleduje z pohledu první osoby příběh muže jménem Petr, který na diskotéce osloví dívku Danu. Divák svými rozhodnutími určuje směr jejich interakce, což vede k pěti možným zakončením. Ve filmu je 28 klíčových okamžiků, ve kterých může divák do děje zasáhnout.

## Obsazení
| Barbora Mudrová      | Dana              |
| Pavel Hýža           | Petr              |
| Martin Tlapák        | barman            |
| Alžbeta Vaculčiaková | bývalá přítelkyně |
| Dalibor Buš          | Filip             |
| Dana Novák Pešková   | květinářka        |